# Cal Morat (Marçà)
Cal Morat és una obra de Marçà (Priorat) inclosa a l'Inventari del Patrimoni Arquitectònic de Catalunya.

## Descripció
Edifici de planta trapezoïdal, bastit de maçoneria arrebossada i pintada i cobert per teulada, de planta baixa, pis i golfes. Presenta façanes al carrer de Dalt i al del mestre Sanz, on és la principal. Aquí s'obre la porta, de dues dernes desiguals i portella amb llinda de pedra, i una finestra a la planta baixa, dos balcons al pis i dues finestres a les golfes. Una disposició similar s'observa a la façana que dona al carrer de Dalt. Té balcons de ferro forjat.

## Història
La casa fou bastida cap a la segona meitat del segle passat i posa de relleu una certa importància, pròpia de l'època d'esplendor prèvia a la fil·loxera; actualment és abandonat i es troba en estat deficient. L'actual propietari viu en una casa propera.